# Maison Tänzer
La Maison Tänzer (en hongrois : Tänzer-ház) est un édifice situé dans le 5e arrondissement de Budapest.